# Hans Pohle (Fußballspieler)
Hans Pohle (* 8. August 1916; † nach 1954) war ein deutscher Fußballspieler. Von 1949 bis 1951 spielte er für ZSG/Stahl Altenburg in der DDR-Oberliga, der höchsten Spielklasse im DDR-Fußball.

## Sportliche Laufbahn
Die ZSG Altenburg war 1949 eine von 14 Sportgemeinschaften, die sich für die neu ins Leben gerufene Fußball-Ostzonenliga (die spätere DDR-Oberliga) qualifiziert hatten. Zum Spieleraufgebot der ZSG gehörte auch der bereits 33-jährige Verteidiger Hans Pohle. Er wurde in der ersten Liga-Saison von Beginn an in der Abwehr aufgeboten und kam am Ende in den 26 ausgetragenen Punktspielen auf 25 Einsätze. Am 5. Spieltag schoss er beim 5:1-Heimsieg gegen Einheit Meerane sein einziges Tor in der Zonen/DDR-Oberliga. Er stand auch im Entscheidungsspiel um den Klassenerhalt gegen die ZSG Anker Wismar, das die Altenburger mit 3:2 gewannen. In der Spielzeit 1950/51 wurde Pohle nur in 14 der 17 Oberligaspiele der Hinrunde eingesetzt. Im Laufe dieser Saison wurde die Zentrale Sportgemeinschaft in die Betriebssportgemeinschaft (BSG) Stahl Altenberg umgewandelt. 1953/54 fungierte Pohle nur noch als Ersatzspieler und wirkte nur noch in drei Oberligabegegnungen mit, wobei er nur am 10. Spieltag in der Startelf stand. Am Saisonende musste die BSG Stahl aus der Oberliga absteigen, und Pohle beendete 36-jährig seine Laufbahn im Spitzenfußball.